# Polincove
Polincove là một xã trong tỉnh Pas-de-Calais, vùng Hauts-de-France, Pháp.

## Địa lý
Polincove có cự ly khoảng 10 miles (16 km) về phía đông nam Calais, tại giao lộ của các tuyến đường D218 va D219.

## Dân số
| 1962                                                              | 1968 | 1975 | 1982 | 1990 | 1999 | 2006 |
| ----------------------------------------------------------------- | ---- | ---- | ---- | ---- | ---- | ---- |
| 351                                                               | 395  | 389  | 416  | 453  | 560  | 714  |
| Số liệu điều tra dân số tính từ năm 1962, dân số chỉ tính một lần |      |      |      |      |      |      |

## Địa điểm nổi bật
- Nhà thờ St.Leger, thế kỷ 18.